# Ben Roy Mottelson
Ben Roy Mottelson, dansko-ameriški fizik, * 9. julij 1926, Chicago, Illinois, ZDA, † 13. maj 2022.
Mottelson je leta 1975 prejel Nobelovo nagrado za fiziko »za odkritje o povezavi med skupnim gibanjem in delčnim gibanjem v atomskem jedru ter za razvoj teorije o zgradbi atomskega jedra, ki temelji na teh povezavah.«
Bil je dopisni član Hrvaške akademije znanosti in umetnosti.